# Bitva u Bolimova
Bitva u Bolimova (rusky Битва при Болимове, německy Schlacht bei Humin) byla střetnutím německé a ruské armády, které se odehrálo na východní frontě první světové války 31. ledna 1915 nedaleko vsi Bolimov v Lodžském vojvodství. K bitvě došlo v rámci německé ofenzívy na počátku roku 1915, kdy měl útok v prostoru západně od Varšavy odvést pozornost ruského velení od připravovaného náporu v oblasti Mazurských jezer. Německá devátá armáda pod velením generála Augusta von Mackensena zaútočila na ruské pozice ve snaze přerušit železniční spojení mezi Varšavou a Lodží. Němci poprvé ve větším množství použili dělostřelecké náboje plněné slzným plynem xylylbromidem. Na počátku útoku vypálilo 600 německých děl celkem 18 000 plynových granátů na ruské pozice, avšak tento pokus o překvapení Rusů se nezdařil kvůli silnému větru a mrazivým teplotám, které účinky plynového útoku minimalizovaly. Přesto je tento pokus v rámci světové války považován za první případ rozsáhlejšího útoku s pomocí bojového plynu. Německý postup záhy zastavily protiútoky ruské deváté armády pod velením Vladimira Smirnova, avšak ruské ztráty se vyšplhaly na 40 000 mužů. Němci přišli o 20 000 vojáků, podařilo se jim ale odvést pozornost nepřítele od svého hlavního úderu ve Východním Prusku, kde byla počátkem února zahájena druhá bitva u Mazurských jezer.